# Brewiki
Brewiki (lit. Brėvikiai) – wieś na Litwie, na Żmudzi, w okręgu telszańskim, w rejonie telszańskim.
W 1667 roku należały do dóbr stołowych kapituły żmudzkiej, położone były w powiecie wieszwiańskim. 
W 1862 w Brewikach urodził się Stanisław Narutowicz, w 1904 Kazimierz Narutowicz.